# Ottone Frangipane
Ottone Frangipane detto anche Oto Frangipane (Roma, 1040 – Ariano, 23 marzo 1127) è stato un religioso italiano, eremita, venerato come santo dalla Chiesa cattolica.

## Agiografia
Ottone appartenne ai Frangipane, una nobile e potente famiglia baronale che occupò un posto di primo piano a Roma fra l'XI e il XIII secolo tanto che, destreggiandosi abilmente fra papato e impero, determinò l'elezione di almeno due papi: Onorio II e Innocenzo II.
Attorno al 1058, Ottone, da cavaliere, partecipò a un'azione militare in difesa del papa contro dei signorotti ribelli della zona di Frascati. Catturato, fu messo in catene nella cella di una torre, da dove sarebbe uscito per l'intercessione del patrono dei carcerati san Leonardo di Limoges. Tornato in libertà, andò in pellegrinaggio nell'abbazia della Santissima Trinità di Cava de' Tirreni, dove sotto la direzione dell'abate Pietro seguì la regola benedettina, dedicandosi alla preghiera e ai lavori manuali. Quindi si recò a Montevergine, dove conobbe san Guglielmo da Vercelli (il futuro fondatore del santuario e dell'abbazia) e affinò così la sua vocazione all'ascesi.
Intorno al 1117 Ottone giunse nella città di Ariano, sede di una potente grancontea normanna nonché luogo di transito e di sosta per pellegrini e crociati che da Roma e Benevento marciavano verso Bari e Brindisi per imbarcarsi alla volta della Terrasanta. Ottone si dedicò principalmente alla loro accoglienza e assistenza, oltreché all'attività di ciabattino. Nel 1120 decise poi di condurre vita da eremita e si ritirò nei pressi della chiesa di San Pietro fuori le mura, poi detta San Pietro de' Reclusis; lì si costruì una piccola cella dove pregava, vegliava, faceva penitenza e digiunava. Si era anche scavato un sepolcro, per rammentare a sé stesso che la morte era ormai imminente; Ottone morì il 23 marzo 1127.

## Culto
Il martirologio romano fissa la memoria liturgica il 23 marzo.
Subito dopo la sua morte il suo corpo fu portato in processione nella cattedrale di Ariano e lì fu sepolto. Tuttavia nel 1220, al tempo di Federico II, nel timore di incursioni da parte dei Saraceni i suoi resti furono traslati da Ariano a Benevento. Secondo il Synodicon Diocesanum Sanctae Beneventanae Ecclesiae del 1686 qualche reliquia di Ottone Frangipane era inoltre custodita nella chiesa parrocchiale di San Pietro a Montemiletto; anche a Castelbottaccio pare che se ne conservasse qualcuna.
Il prodigio più importante che si ricorda di Ottone sarebbe accaduto attorno al 1180, quando i musulmani di Lucera, che assediavano Ariano, sarebbero stati colpiti da una pioggia di ciottoli caduta dal cielo per intercessione del santo apparso fra le nuvole. Gli arianesi, per commemorare tale avvenimento, edificarono la chiesa di Santa Maria della Ferma, attorno alla quale fu poi realizzato, nel 1867, il cimitero cittadino.
Fra coloro che avrebbero ricevuto miracoli per intercessione di Ottone vi fu anche sant'Elzeario da Sabrano, che fu conte di Ariano e che da molti secoli è venerato come compatrono. Molto noto è il voto che i cittadini fecero nel 1528: Ariano fu colpita dalla peste e gli abitanti si rivolsero a sant'Ottone per esserne liberati. La tradizione tramanda che anche in altre circostanze il santo protettore avrebbe preservato la città dalle epidemie o dai terremoti, come ad esempio nel novembre 1980 allorquando un sisma fece crollare il campanile del duomo nella piazza affollata senza fare alcuna vittima.
Una statua di argento del santo, realizzata nel Seicento, è custodita nel museo degli argenti
di Ariano Irpino, ove Ottone (noto anche come Sant'Oto) è festeggiato il 23 marzo e nuovamente commemorato l'11 agosto. A lui è inoltre intitolato l'Ospedale civile sorto in prossimità del suo eremo, in memoria di un primordiale ricovero ospedaliero fondato a suo tempo dallo stesso Ottone Frangipane "per apprestar ospizio a' pellegrini".
Sant'Ottone è venerato anche in Molise, in particolare nel borgo di Castelbottaccio di cui è il patrono; tuttavia in Molise il santo eremita è conosciuto come San Oto e festeggiato il 31 luglio.